# Cassine australis
Cassine australis là một loài thực vật có hoa trong họ Dây gối. Loài này được (Vent.) Kuntze mô tả khoa học đầu tiên năm 1891.